# Mała Skałka (rezerwat przyrody Pazurek)

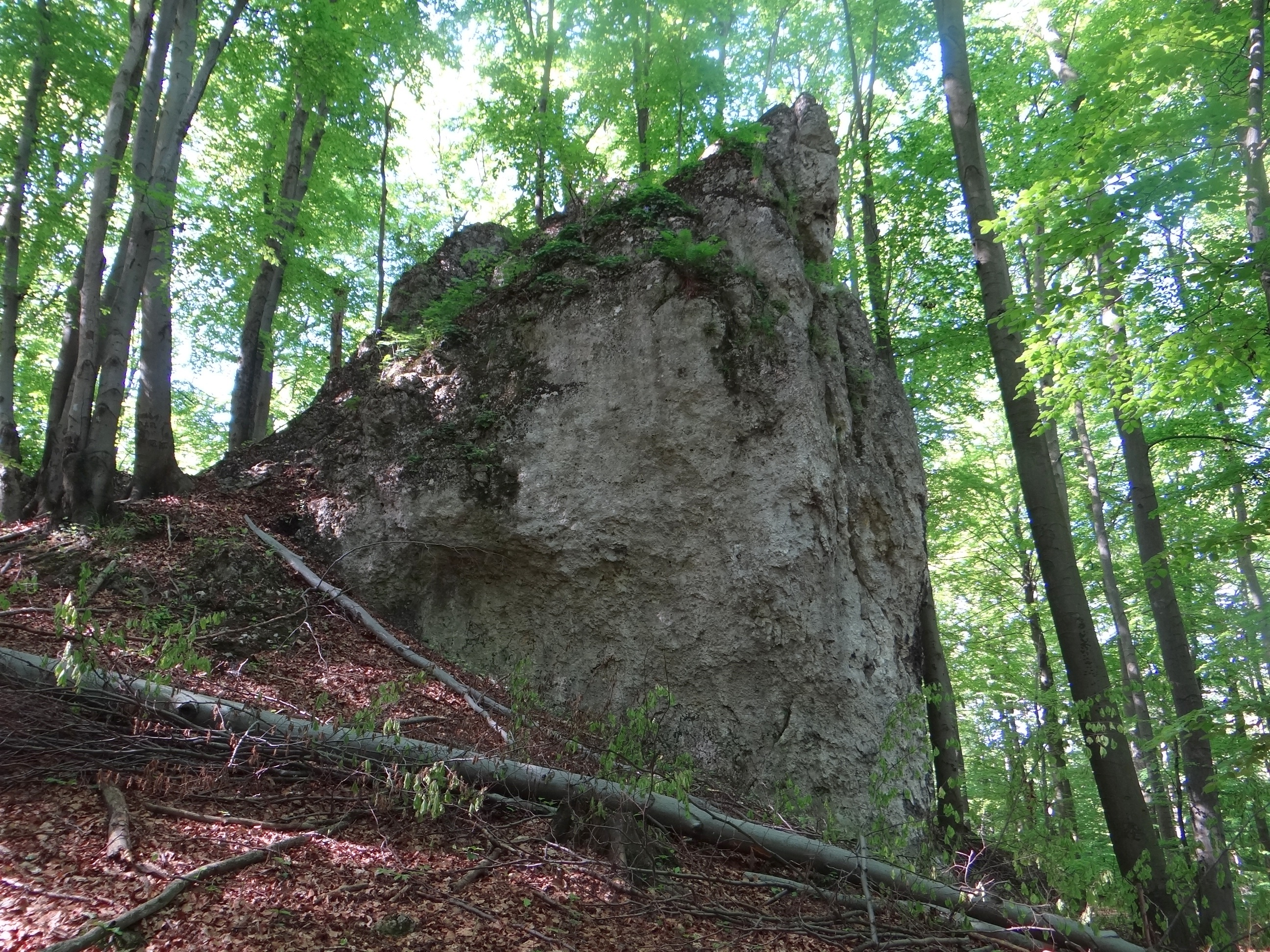

Mała Skałka – skała w rezerwacie przyrody Pazurek na Wyżynie Olkuskiej będącej częścią Wyżyny Krakowsko-Częstochowskiej. Znajduje się w jego północnej części, w pobliżu nieczynnej stacji kolejowej Jaroszowiec Olkuski.
Mała Skałka jest wapiennym ostańcem. Cały rejon Wyżyny Olkuskiej pokrywają późnojurajskie wapienie, które po ustąpieniu morza podlegały wietrzeniu i procesom krasowym. Twardsze, bardziej odporne na erozję utworzyły wystające ponad powierzchnię formy skalne. Mała Skałka znajduje się tuż przy czerwono znakowanej ścieżce dydaktycznej prowadzącej przez rezerwat przyrody Pazurek.

## Szlak turystyczny
ścieżka dydaktyczna rezerwatu Pazurek.

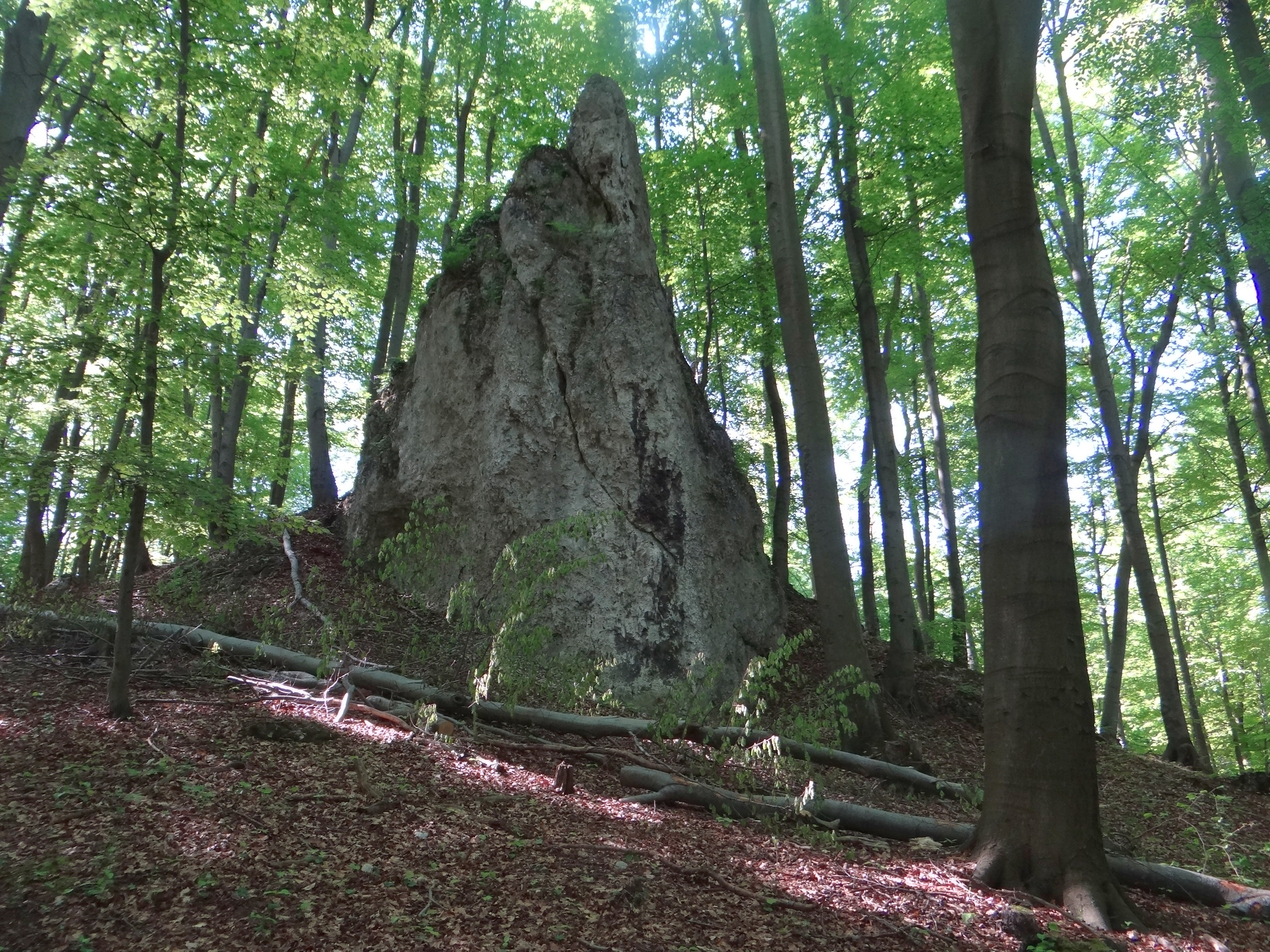